# Sidi Mohamed Ould Boubacar
Sidi Mohamed Ould Boubacar (Atar, Mauritania, 31 de mayo de 1957) es un político y economista. Fue primer ministro de Mauritania en dos ocasiones.

## Biografía
Cursó estudios de Economía en Francia. Ocupó diversos puestos de responsabilidad pública relacionados con las finanzas entre 1983 y 1990, año en el que fue elegido ministro de Hacienda. Primer ministro de 1992 a 2001 liderando el Partido Republicano Democrático y Social, después ministro de la Presidencia de la República hasta 2004 en que fue nombrado embajador en Francia. El 7 de agosto fue nombrado nuevamente primer ministro tras el golpe de Estado de Mauritania en 2005 en sustitución de Sghaïr Ould M'Bareck. Después de las elecciones presidenciales, fue sustituido el 20 de abril de 2007 por Zeine Ould Zeidane. Entre 2014 y 2017 fue embajador ante la Organización de las Naciones Unidas.